# António Fernandes (jésuite)
António Fernandes (Lisbonne, Royaume du Portugal, 1569 - Goa, Empire portugais, 12 novembre 1642) est un jésuite portugais du XVIIIe siècle, missionnaire en Éthiopie et explorateur.

## Biographie
Entré dans la Compagnie de Jésus au Portugal il est, au terme de sa formation initiale, envoyé en 1602 en Inde dans la colonie portugaise de Goa. Deux ans plus tard il fait partie de l'expédition chargée d'établir des relations diplomatiques avec l'empereur d'Éthiopie Susenyos, qui monta sur le trône sous le nom de Malak Sagad III. Les relations étant devenues bonnes, il est autorisé à rester et à commencer une mission jésuite dans le royaume. Pendant ses années en Éthiopie il pilote la traduction de livres liturgiques catholique en éthiopien. Avec les autres jésuites présents il travaille à convaincre l'Eglise éthiopienne de se rattacher à l'Eglise catholique romaine. Il est par ailleurs l'auteur d'ouvrages ascétiques.
En 1613, avec le soutien, y compris logistique de l'empereur Susenyos, il part en expédition vers le sud. Son projet est de trouver une route sûre par la terre le conduisant à Malindi, colonie portugaise côtière dans l'actuel Kenya. Si le voyage est un échec, ce voyage lui permet à lui et aux autres membres portugais de l'expédition de découvrir les régions du sud de l'Éthiopie et les sources du Nil,.
En 1622 il est de retour à la cour de l'empereur Susenyos et supérieur des jésuites d'Éthiopie lorsque ce premier décide de se convertir au catholicisme et de faire du catholicisme en 1626 la religion officielle de son empire, la raison étant tout autant religieuse que politique et militaire. En se convertissant Susenyos s'assurait l'aide des portugais dans sa guerre contre l'Empire Ottoman sur le point d'envahir ce qui est aujourd'hui l'Érythrée. A la mort de celui-ci, son fils l'empereur Fasilides, décide cependant de revenir sur la décision de son père. Les missionnaires jésuites dont António Fernandes se retrouvent en mauvaise posture. Ayant perdu la plupart de leurs soutiens à la cour, ils sont contraints de partir. António Fernandes finit par retourner à Goa où il finit sa vie.